# Ramón Novarro

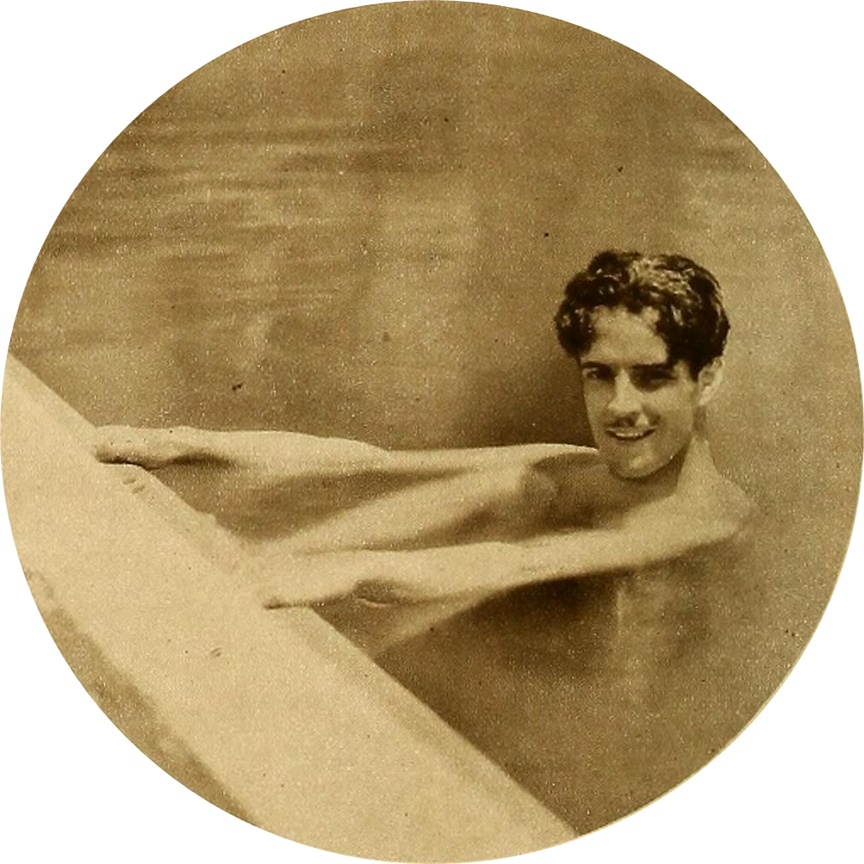
Ramon na piscina

Ramón Novarro (nascido Jose Ramón Gil Samaniego Durango, 6 de fevereiro de 1899 — Los Angeles, 30 de outubro de 1968) foi um ator de cinema, teatro e televisão mexicano radicado nos Estados Unidos. Iniciou sua carreira em filmes mudos em 1917 e acabou se tornando uma das principais atrações de bilheteria de década de 1920 e início da década de 1930.

## Início
Novarro nasceu José Ramón Gil Samaniego em 6 de fevereiro de 1899 na cidade de Durango, Durango, noroeste do México, filho de Dr. Mariano N. Samaniego e sua esposa Leonor (Gavilan). A família mudou-se para Los Angeles, Califórnia, para escapar da Revolução Mexicana em 1913.

Allan Ellenberger, biógrafo de Novarro, escreve: 
 [...] os Samaniegos eram uma família influente e respeitada no México. Muitos Samaniegos tinham posições de destaque nos assuntos do estado e eram muito apreciados pelo presidente. O avô de Ramon, Mariano Samaniego, era um médico conhecido em Juarez . Conhecido como um homem caridoso e extrovertido, ele foi governador interino do Estado de Chihuahua e foi o primeiro vereador de El Paso, Texas . . . O pai de Ramon, Dr. Mariano N. Samaniego, nasceu em Juarez e cursou o ensino médio em Las Cruces, Novo México . Depois de se formar em odontologia na Universidade da Pensilvânia, mudou-se para Durango, no México, e ali começou a trabalhar. Em 1891, casou-se com Leonor Pérez-Gavilán, filha de um próspero proprietário de terras.  
 A propriedade da família foi chamada de "Jardim do Éden". Treze crianças nasceram lá: Emilio; Guadalupe; Rosa; Ramon; Leonor; Mariano; Luz; Antonio; Jose; um filho natimorto; Carmen; Ángel e Eduardo. Na época da revolução no México, a família mudou-se de Durango para a Cidade do México e depois voltou para Durango. Três das irmãs de Ramón, Guadalupe, Rosa e Leonor, tornaram-se freiras. Ele era primo em segundo grau das atrizes mexicanas Dolores del Río e Andrea Palma .

## Carreira

### Cinema Mudo

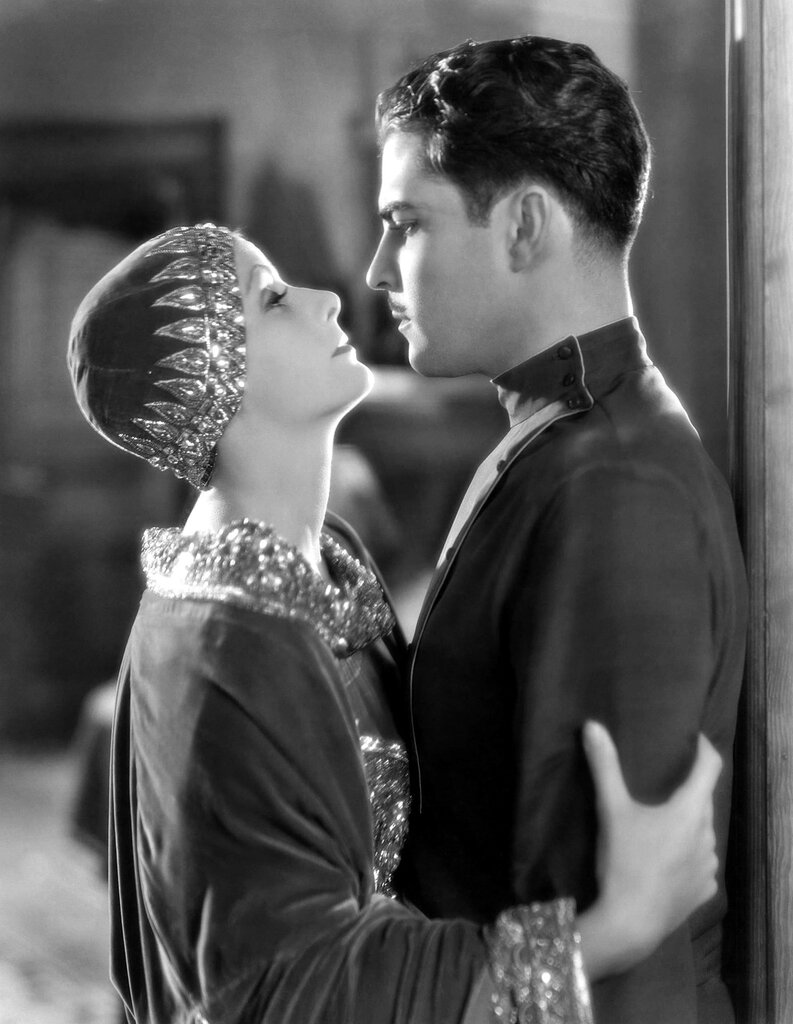
Novarro com Greta Garbo em Mata Hari (1931)

Ele começou no cinema em 1917, atuando em pequenos papéis. Complementava a sua renda trabalhando como garçom cantor.  Seus amigos, o ator e diretor Rex Ingram e sua esposa, a atriz Alice Terry, começaram a promovê-lo como rival de Rodolfo Valentino, e Ingram sugeriu que ele mudasse seu nome para "Novarro". A partir de 1923, ele começou a desempenhar papéis mais importantes. Seu papel em "Scaramouche" (1923) trouxe seu primeiro grande sucesso.
Em 1925, Novarro alcançou seu maior sucesso em Ben-Hur . Ele foi elevado à elite de Hollywood. Com a morte de Valentino em 1926, Novarro se tornou o principal ator latino da tela, embora no ranking MGM, tenha ficado atrás de outro protagonista, John Gilbert. Era popular em papéis de ação e considerado um dos grandes atores românticos de sua época. Novarro atuou com Norma Shearer em "The Student Prince In Old Heidelberg  (1927) e com Joan Crawford em "Across To Singapore" (1928).

### Cinema Falado

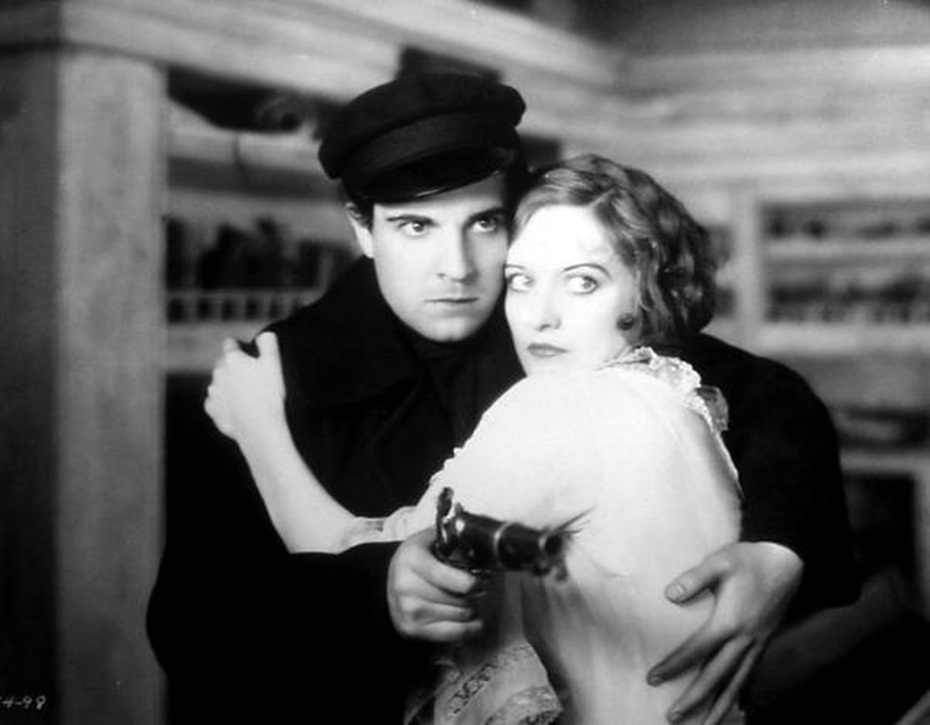
Novarro com Joan Crawford em Across to Singapore (1928)

Seu primeiro filme falado, estrelando como soldado francês foi em "Davil-May-Care"  (1929). Estrelou com Dorothy Janis em "The Pagan" (1929), com Greta Garbo em "Mata Hari" (1931), com Myrna Loy em "The Barbarian" (1933) e ao lado de Lupe Vélez em "Laughing Boy" (1934).
Quando seu contrato com a MGM Studios expirou em 1935 e o estúdio não o renovou. Novarro continuou a atuar esporadicamente, aparecendo em filmes da Republic Pictures (um drama religioso mexicano e uma comédia francesa). Na década de 1940, teve vários pequenos papéis em filmes americanos, incluindo "We Were Strangers" (1949), dirigido por John Huston e estrelado por Jennifer Jones e John Garfield . Em 1958, foi considerado para um papel na série de televisão "The Green Peacock" com Howard Duff e Ida Lupino,  após seu seriado de televisão da CBS "Mr Adams and Eve" (1957-1958). O projeto, no entanto, nunca se materializou. Um teste da Broadway foi abortado na década de 1960. Novarro continuou ocupado na televisão, aparecendo em "The High Chaparral" , da NBC, em 1968.
No auge de seu sucesso no final da década de 1920 e início da década de 1930, Ramón Novarro ganhava mais de US$ 100.000 por filme. Ele investiu parte de sua renda em imóveis, e sua residência em Hollywood Hills é um dos projetos mais renomados (1927) de Lloyd Wright, filho de Frank Lloyd Wright . Quando sua carreira terminou, ele ainda conseguia manter um estilo de vida confortável.

## Ramon e George Hurrell

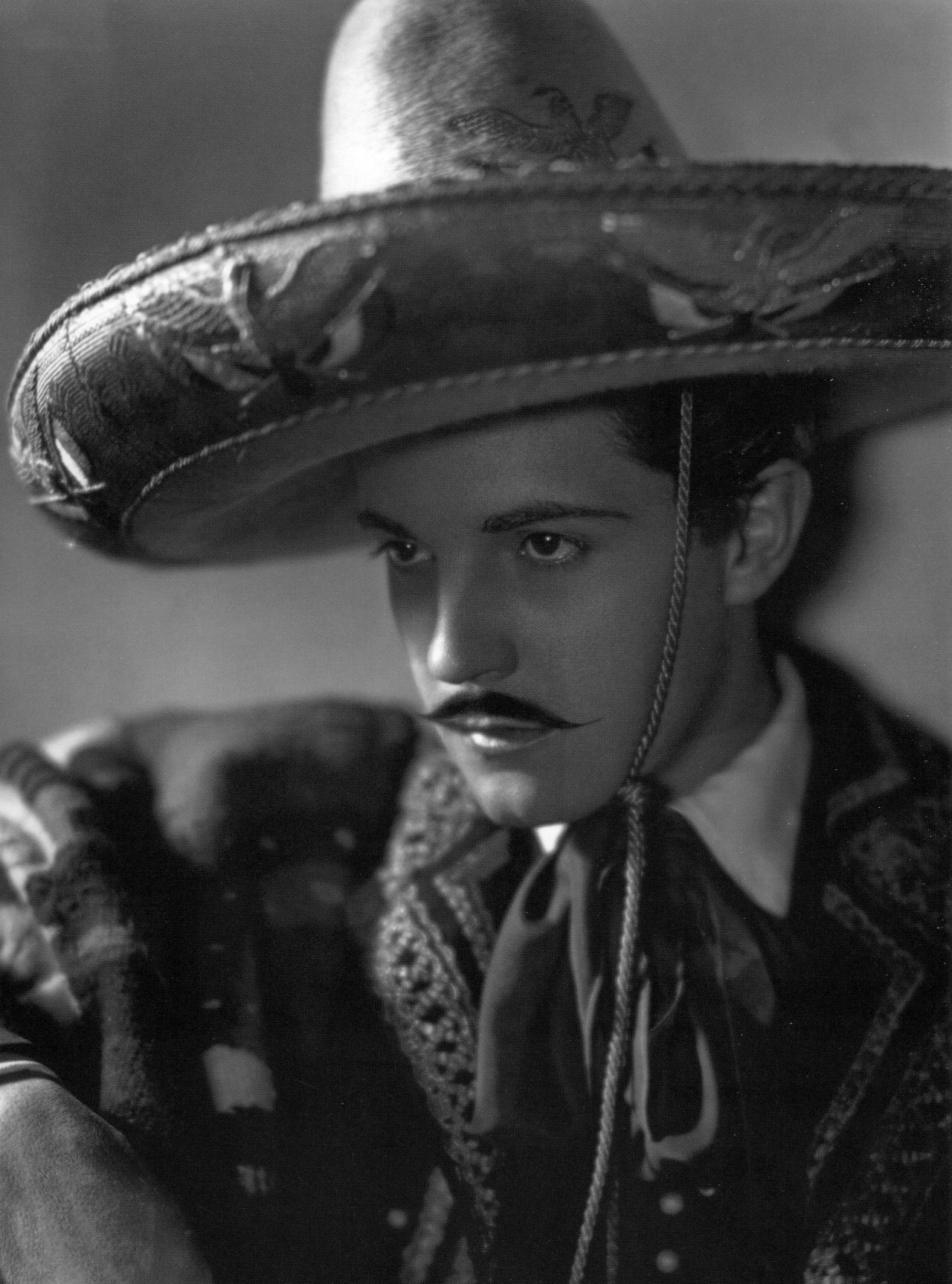
Ramon fotografado como por George Hurrell.

Na vertiginosa década de 1920, todas as “jovens brilhantes” tinham apelidos. Uma tarde, “Pancho” deixou “Pete” (apelido de Ramon Novarro dado por George Hurrell) e seus figurinos com “Georgie”. Ela então foi para Clover Field em Santa Monica, para se preparar para as corridas aéreas que seriam realizadas em um mês. Hurrell encaminhou Novarro para o andar de cima, que, como o ateliê europeu, era pequeno e tinha uma janela com vista para o estúdio. Enquanto o simpático rapaz vestia sua primeira fantasia, Hurrell dava corda em sua Vitrola a manivela e tocava um disco de sua proliferante coleção de jazz. Novarro desceu com um traje de charro preto e prata. “Todo mundo me considera um espanhol”, disse Novarro, “mas eu nasci em Durango, México. Meu nome verdadeiro é José Ramón Gil Samaniego.” Ele sorriu e o bigode grudado no lábio superior com chiclete começou a cair. Ele achou que poderia parecer estranho. Hurrell disse a ele para não se preocupar. Ele iria corrigi-lo com retoques.
Ramon faria nesse ensaio fotográfico fotos caracterizados de ''Mexicano vagabundo'', João Batista e fotos Beefcake.
Novarro ficou impressionado com os resultados e os mostrou para a atriz Norma Shearer, que estava tentando moldar sua imagem saudável em algo mais glamouroso e sofisticado na tentativa de conseguir o papel-título no filme The Divorcee. Ela pediu a Hurrell para fotografá-la em poses mais provocantes do que seus fãs tinham visto antes. Depois que ela mostrou essas fotos ao marido, o chefe de produção da MGM, Irving Thalberg, Thalberg ficou tão impressionado que assinou um contrato com Hurrell com a MGM Studios.

## Vida pessoal

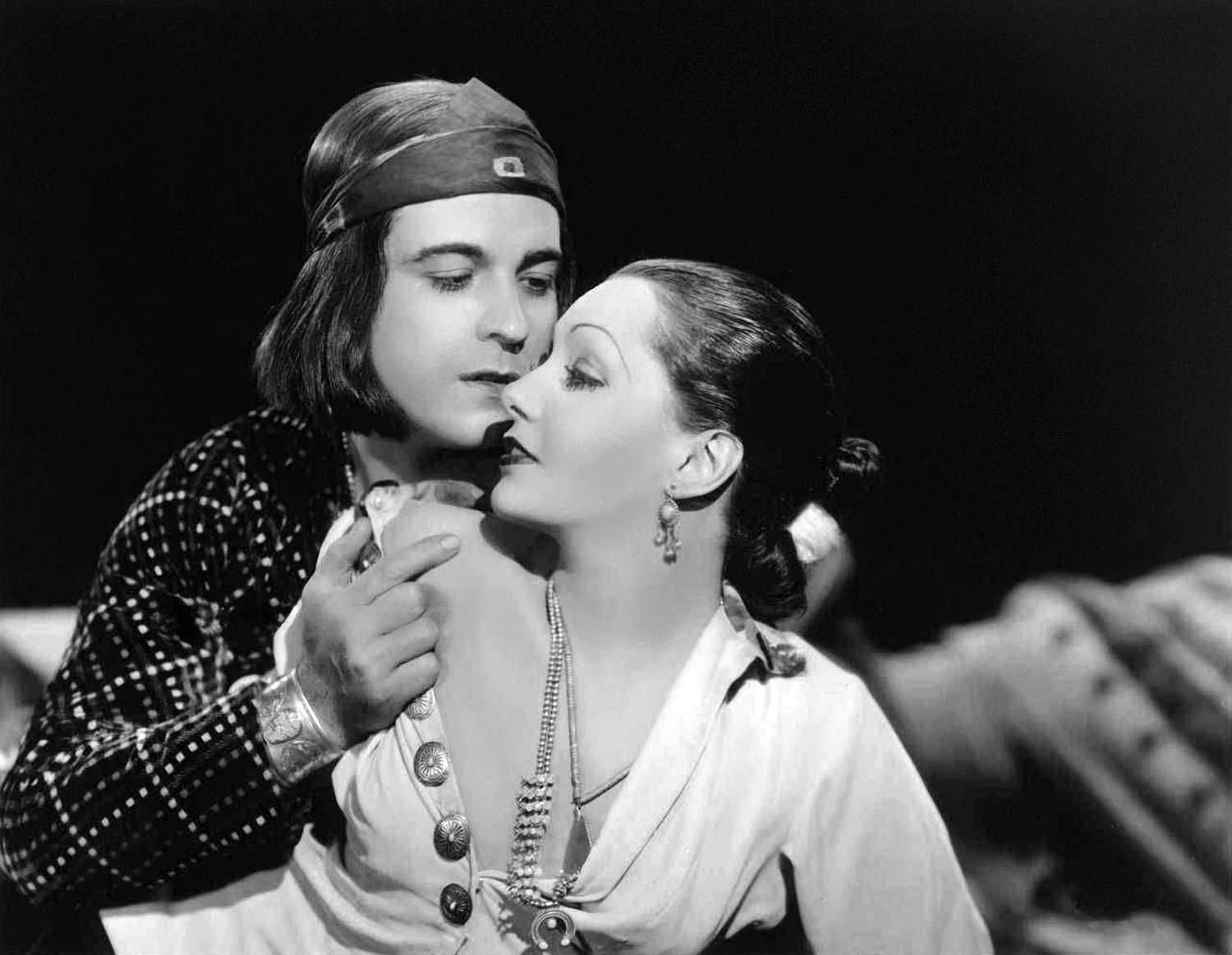
Novarro com Lupe Vélez em Laughing Boy (1934)

Novarro foi perturbado a vida inteira por seus sentimentos conflitantes em relação à religião católica romana e à homossexualidade . Sua luta ao longo da vida contra o alcoolismo costuma ser atribuída a esses problemas. No início da década de 1920, Novarro teve um relacionamento romântico com o compositor Harry Partch, que trabalhava na Filarmônica de Los Angeles na época, mas Novarro interrompeu o caso quando sua carreira de ator começou a decolar. Ele estava envolvido romanticamente com o jornalista de Hollywood Herbert Howe,  que também era seu publicitário no final da década de 1920 e com um homem rico de São Francisco, Noël Sullivan .
Juntamente com Dolores del Río, Lupe Vélez e James Cagney, Novarro foi acusado de promover o comunismo na Califórnia depois de assistir a uma exibição especial do filme "Que Viva Mexico!" do famoso cineasta russo Sergei M. Eisenstein .

## Assassinato
Novarro foi assassinado em 30 de outubro de 1968 pelos irmãos Paul e Tom Ferguson, de 22 e 17 anos, que lhe ofereceram serviços sexuais.
De acordo com a acusação no caso de assassinato, os dois jovens acreditavam que havia uma grande quantia de dinheiro escondida na casa de Novarro. A promotoria acusou os irmãos de torturar Novarro por várias horas para forçá-lo a revelar onde estava escondido o dinheiro inexistente. Eles deixaram a casa com US $ 20 que tiraram do bolso do roupão. Novarro morreu como resultado de asfixia, tendo morrido sufocado com o próprio sangue depois de ser espancado. Os dois autores foram presos e condenados a longas penas de prisão, mas libertados em liberdade condicional em meados da década de 1970. Ambos foram presos novamente por crimes não relacionados, pelos quais cumpriram penas mais longas do que pelo assassinato de Novarro. Em uma entrevista de 1998, Paul Ferguson finalmente assumiu a culpa pela morte de Novarro.
Ramón Novarro está enterrado no Calvary Cemetery, leste de Los Angeles, Califórnia. A estrela de Ramón Novarro na Calçada da Fama de Hollywood fica em Hollywood Boulevard 6350 .

## Na cultura popular
O assassinato de Novarro serviu de base para o conto de Charles Bukowski chamado "The Murder of Ramon Vasquez", bem como para a música "Tango", de Jerry Leiber e Mike Stoller, gravada por Peggy Lee em seu álbum "Mirrors". O assassinato de Novarro está entre os muitos fatos lembrados no ensaio meditativo de Joan Didion, "California Zeitgeist", "The White Album. O assassinato de Novarro também é brevemente mencionado na sexta temporada do episódio Sopranos "Cold Stones", após o assassinato violento de um personagem homossexual. No final de 2005, o Wings Theatre, em Nova York, apresentou a estreia mundial de "Though a Naked Lens", de George Barthel. A peça combinava fatos e ficção para representar a ascensão à fama de Ramon Novarro e seu relacionamento com o jornalista de Hollywood Herbert Howe. O Assassinato do ator Ramon Novarro é o tema central do filme brasileiro “Novarro, Desejo e Morte” (Desire and Death), de 2014. Escrito por Dimas Oliveira Junior e Stevan Lekitsch, o filme tem a participação dos atores Roni Andrade, Lucas Gil, Ivo Gandra e grande elenco. Direção de Dimas Oliveira Junior. Em 2015, o assassinato de Ramon Novarro foi abordado na série de televisão "Aquarius", no episódio "Cease to Resist". O relacionamento de Novarro com Herbert Howe é discutido em duas biografias: Ramón Novarro, de Allan R. Ellenberger, e Beyond Paradise: The Life of Ramón Novarro, de André Soares. O dramaturgo grego Pavlos Matesis,  escreveu uma peça em duas partes intitulada "The Gost of Mr. Ramon Novarro", que foi encenada pela primeira vez no Teatro Nacional da Grécia em 1973.

## Filmografia

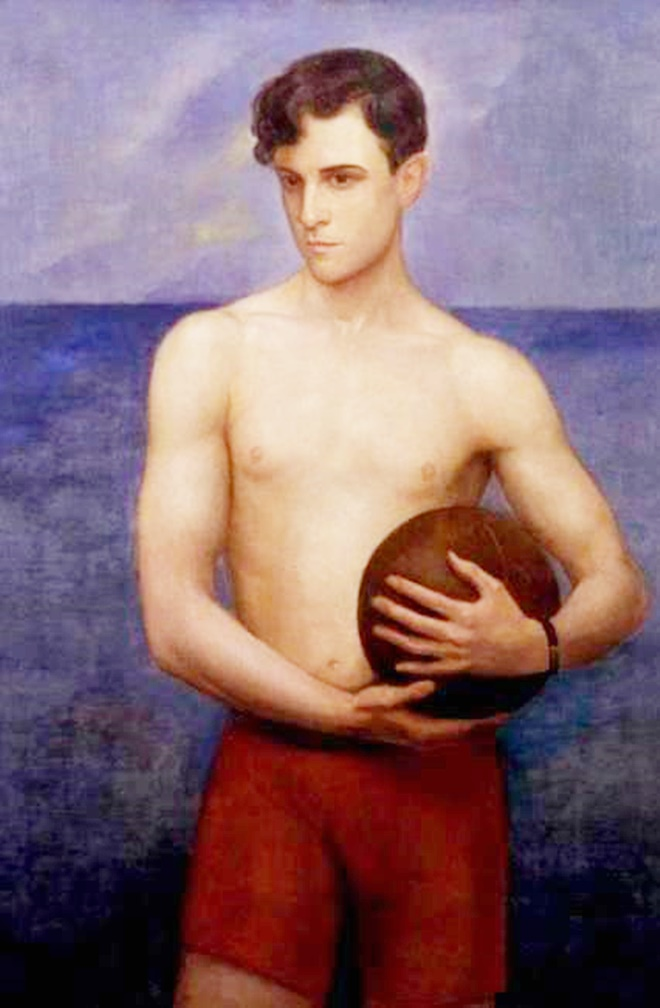
Imagem de Ramon Novarro 1929 (Óleo sobre lienzo) de Ángel Zárraga.

| Ano  | Filme                                | Papel                                | Notas                                    |
| ---- | ------------------------------------ | ------------------------------------ | ---------------------------------------- |
| 1916 | Joan the Woman                       | Camponês                             | Sem Créditos                             |
| 1917 | The Jaguar's Claws                   | Bandido                              | Sem Créditos                             |
| 1917 | The Little American                  | Soldado ferido                       | Sem Créditos                             |
| 1917 | The Hostage                          |                                      | Sem Créditos                             |
| 1917 | The Woman God Forgot                 | Homem asteca                         | Sem Créditos                             |
| 1918 | The Goat                             |                                      | Sem Créditos                             |
| 1921 | A Small Town Idol                    | Dançarino                            | Ramón Samaniego                          |
| 1921 | The Concert                          | Pastor Dançarino                     | Sem Créditos                             |
| 1921 | The Four Horsemen of the Apocalypse  | Extra                                | Sem Créditos                             |
| 1921 | Man-Woman-Marriage                   | Dançarino                            | Sem Créditos                             |
| 1922 | Mr. Barnes of New York               | Antonio                              | Ramon Samaniego                          |
| 1922 | The Prisoner of Zenda                | Rupert of Hentzau                    | RamonSamaniego                           |
| 1922 | Trifling Women                       | Henri / Ivan de Maupin               |                                          |
| 1923 | Where the Pavement Ends              | Motauri                              |                                          |
| 1923 | Scaramouche                          | André-Louis Moreau, Quintin's Godson |                                          |
| 1924 | Thy Name Is Woman                    | Juan Ricardo                         |                                          |
| 1924 | The Arab                             | Jamil Abdullah Azam                  |                                          |
| 1924 | The Red Lily                         | Jean Leonnec                         |                                          |
| 1925 | A Lover's Oath                       | Ben Ali                              |                                          |
| 1925 | The Midshipman                       | Dick Randall                         |                                          |
| 1925 | Ben-Hur: A Tale of the Christ        | Judah Ben-Hur                        |                                          |
| 1927 | Lovers                               | José                                 |                                          |
| 1927 | The Student Prince in Old Heidelberg | Crown Prince Karl Heinrich           |                                          |
| 1927 | The Road to Romance                  | José Armando                         |                                          |
| 1928 | Across to Singapore                  | Joel Shore                           |                                          |
| 1928 | A Certain Young Man                  | Lord Gerald Brinsley                 |                                          |
| 1928 | Forbidden Hours                      | His Majesty, Michael IV              |                                          |
| 1929 | The Flying Fleet                     | Ens. / Ltjg Tommy Winslow            |                                          |
| 1929 | The Pagan                            | Henry Shoesmith, Jr.                 |                                          |
| 1929 | Devil-May-Care                       | Armand de Treville                   |                                          |
| 1930 | In Gay Madrid                        | Ricardo                              |                                          |
| 1930 | The March of Time                    | Ele mesmo                            | Filme nunca lançado                      |
| 1930 | Call of the Flesh                    | Juan de Dios                         |                                          |
| 1930 | Sevilla de mis amores                | Juan de Dios Carbajal                | Versão espanhola de Call of the Flesh    |
| 1931 | Le chanteur de Séville               | Juan                                 | Versão francesa de Call of the Flesh     |
| 1931 | Daybreak                             | Willi Kasder                         |                                          |
| 1931 | Son of India                         | Karim                                |                                          |
| 1931 | Mata Hari                            | Lt. Alexis Rosanoff                  |                                          |
| 1931 | Wir schalten um auf Hollywood        | Ele mesmo                            |                                          |
| 1932 | Huddle                               | Antonio "Tony" Amatto                |                                          |
| 1932 | The Son-Daughter                     | Tom Lee / Prince Chun                |                                          |
| 1933 | The Barbarian                        | Jamil El Shehab                      |                                          |
| 1934 | The Cat and the Fiddle               | Victor Florescu                      |                                          |
| 1934 | Laughing Boy                         | Laughing Boy                         |                                          |
| 1935 | The Night Is Young                   | Archduke Paul "Gustl" Gustave        |                                          |
| 1936 | Against the Current                  |                                      | Diretos, roteirista                      |
| 1937 | The Sheik Steps Out                  | Ahmed Ben Nesib                      |                                          |
| 1938 | A Desperate Adventure                | André Friezan                        | Título Alternativo: It Happened in Paris |
| 1940 | La comédie du bonheur                | Félix                                |                                          |
| 1940 | Ecco la felicità!                    | Felice Ciatti                        | Versão italiana de La comédie du bonheur |
| 1942 | La virgen que forjó una patria       | Juan Diego                           |                                          |
| 1949 | We Were Strangers                    | Chief                                |                                          |
| 1949 | The Big Steal                        | Inspetor Geral Ortega                |                                          |
| 1950 | The Outriders                        | Don Antonio Chaves                   |                                          |
| 1950 | Crisis                               | Colonel Adragon                      |                                          |
| 1960 | Heller in Pink Tights                | De Leon                              |                                          |

| Ano       | Título                   | Função                       | Notas                                                                            |
| --------- | ------------------------ | ---------------------------- | -------------------------------------------------------------------------------- |
| 1958      | Disney´s Wonderful World | Don Esteban Miranda          | 2 Episódios: ''Law and Order, Incorporated'' e ''Elfago Baca: Lawman or Gunman'' |
| 1962      | Thriller                 | Maestro Giuliano             | Episódio: "La Strega"                                                            |
| 1964      | Dr. Kildare              | Gaspero Paolini              | 3 episódios: ''Rome Will Never Leave You'' (Parte 1, 2 e 3)                      |
| 1964-1965 | Combat!                  | Charles Gireaux Conde De Roy | 2 Episódios: "Silver Service" e "Finest Hour"                                    |
| 1964      | Rawhide                  | Padre Tasso                  | Episódio: ''Canliss''                                                            |
| 1965      | Bonanza                  | Jose Ortega                  | Episódio: "The Brass Box"                                                        |
| 1967      | The Wild Wild West       | Don Tomas                    | Episódio: "A Noite do Assassino"                                                 |
| 1968      | The High Chaparral       | Padre Guillermo              | Episódio: "A Joyful Noise", (aparência final)                                    |